# Station Pré-Saint-Didier

Station Pré-Saint-Didier

Station Pré-Saint-Didier is een spoorwegstation, en eindpunt van de spoorlijn Aosta - Pré-Saint-Didier, gelegen in de gelijknamige gemeente Pré-Saint-Didier (Aostadal-Italië).
Het station werd ingehuldigd op 28 oktober 1929, tegelijkertijd met de opening van de spoorlijn vanuit de stad Aosta door de onderneming Ferrovia Aosta – Pré-St-Didier (FAP).
Op 16 oktober 1931 werd de exploitatie van de gehele spoorlijn overgenomen door de Italiaanse Staatsspoorwegen.
In 1940 kreeg het onder druk van Italiaanse nationalisten, de nieuwe naam "San Desiderio Terme". Dit werd in 1946 onder Franse druk teruggedraaid.
Er waren ook plannen voor een spoortunnelproject onder de Kleine Sint-Bernhardpas tussen Pré-Saint-Didier en Bourg-Saint-Maurice, maar die werden nooit uitgevoerd.